# Leopold Krauss-Elka
Leopold Krauss-Elka (* 4. März 1891 in Wien; † 3. Juli 1964 ebenda) war ein österreichischer Komponist, Pianist und Alleinunterhalter.

## Leben
Krauss-Elka wurde 1891 in Wien geboren, wohnte dort in der Lindengasse 29 und war Komponist von Wienerliedern, Tanz- und Schlagermusik.
Dabei arbeitete er mehrfach mit namhaften Komponisten- und Texterkollegen seiner Zeit wie Kurt Schwabach, Hermann Leopoldi, Bruno Uher, Peter Herz, Fritz Reiter und Robert Katscher  zusammen.
Seit 1924 war er Mitglied der Artistengewerkschaft und der AKM.
Leopold Krauss-Elka war Teilnehmer in beiden Weltkriegen. Zusammen mit ca. 1000 anderen jüdischen Flüchtlingen kam er 1941 unter dem Schutz der italienischen Armee aus Split/Kroatien nach Tarzo/Italien, wo er interniert wurde. Krauss-Elka war Organist in der Pfarrkirche von Corbanese (Provinz Treviso), komponierte Werke für Orgel und unterrichtete. 1943 konnte er flüchten und erreichte über San Marino die Stadt Sorrent. Dort gründete er mit anderen Flüchtlingen eine Musikkapelle und trat in Nachtlokalen auf. Nach 1945 konnte er seine Tätigkeit als Komponist von Unterhaltungsmusik fortsetzen, wieder in Österreich und noch immer mit Erfolg.

## Werk
Leopold Krauss-Elka war nicht nur der gemütliche heimatbezogene Wienerlieder-Schreiber. Gelegentlich tragen seine Kompositionen parodistischen bzw. kabarettistischen Charakter und zeigen auch zeitkritischen Bezug, so z. B. die beiden Liedschlager, in welchen die aktuelle Wohnungsnot in Wien thematisiert wird, oder Lieder, die auf aktuelle Persönlichkeiten des öffentlichen Lebens anspielen.
In die jüngere Geschichte des modernen Musik-Theaters ging er mit einer Tanzmusik-Komposition ein, die nach Auffassung mehrerer Literaturwissenschaftler am Ende der 1920er Jahre Bertolt Brecht und Kurt Weill mit zum Titel ihres Songspiels „Mahagonny“ angeregt haben soll. Es war der Schlager „Komm’ nach Mahagonne“, ein „Afrikanischer Shimmy“, den er – mit dem Text von O. A. Alberts – im Jahre 1922 veröffentlichte.
Brecht und Weill verwendeten den Namen danach erneut auch in dem Titel ihrer Oper „Aufstieg und Fall der Stadt Mahagonny“.
Sowohl im Shimmy als auch bei Brecht/Weills Songspiel geht es um Eskapismus, um das Entfliehen aus unbefriedigenden Verhältnissen in eine exotische bessere Welt. Betrachtet man jedoch den Notentitel von 1922, so schleichen sich bereits skeptische Gedanken ein, denn das „Paradies“ ist so paradiesisch nicht gesehen: Die Giraffe hat einen Knoten in ihrem langen Hals, das Auswanderer-Pärchen lehnt sich an – einen Kaktus, auf dem außer den tropisch bunten Vögeln auch ein Leopard sitzt, der schon das Maul aufsperrt… Die Komposition gehört demnach in die Traditionslinie ironisch-spöttischer Lieder der 1920er Jahre.

## Werke (Auswahl)

### Datiert
- 1917?: „Komm in mein Bauernhäuschen“,Text und Musik von Leopold Krauss-Elka, Verlag Ludwig Krenn
- 1920: „Die falsche Verbindung“, bearbeitet von R. Rillo, Text von R. Keils(?), Noten, handschriftlich, fragment
- 1921: „Aufhalten, Aufhalten!“, Onestepp, Text von Willy Kirschner, Verlag Bard
- 1921: „Wohnungsamt-Shimmy“, (Ich brauch ein Kabinett!), Text von Peter Herz und Krauss-Elka, Pierrot-Verlag, Wien
- 1921: „Margot“, Text: E. Schubert, Noten, handschriftlich
- 1922: „Komm’ nach Mahagonne“, Afrikanischer Shimmy. Worte von O.A. Alberts. Musik von Krauss-Elka. Figaro-Verlag, Wien
- 1923: „Muss es denn beim Lieben stets dieselbe sein?“, Autoren: Leopold Krauss-Elka, Fritz Grünbaum (Text) Verlag Bonbonniere, 3 S[21]
- 1923: „Warum bist du nicht so wie and're Frau’n …?“, Valse Boston, Autoren: Krauss-Elka, Leopold (Musik); Katscher, Robert (Text), Melodia Musikverl, Wien, 3 S.
- 1924: „Was man sich heimlich denkt (muß man nicht sagen)“, Text von Krauss-Elka und Beda, Drei Masen Verlag A. G.
- 1925: „Verschaffen sie mir eine Wohnung!“, Lied und Foxtrott, Text von Peter Herz, Figaro-Verlag
- 1928: „Bambuleika!“, Lied und Foxtrott. Musik: Hermann Leopoldi, Leopold Krauss-Elka, Text: Wauwau 1928. (ÖNB MS14452-4° Mus 9,14)[22]
- 1928 „Für euer Geld“, Marschlied a. d. gleichn. Jansen Jacobs-Revue. Text von Richard Rillo. Musik von Krauss-Elka. Wiener Boheme Verlag, Wien
- 1930: „Mein Hund beisst jede hübsche Frau ins Bein.“, Lied und Foxtrott. Text von Kurt Schwabach. Musik von Krauss-Elka und Kurt Schwabach. Edition Meisel & Co., Berlin
- 1930: „Du bist nicht so wie andr`e Frauen...“, Musik: Leopold Krauss-Elka, Text von Robert Katscher, Noten, handschriftlich
- 1930: „Kukuruz“, Lied und Foxtrott, Text Erwin W. Spahn, Arrangement von Hans Schneider für Orchester, Wiener Boheme Verlag, Wien
- 1930: „Mein neuer Hut der weisse…“, Foxtrott, Text von Kurt Schwabach, Edition Meisel & Co GmbH, Berlin
- 1930: „Sie geh`n zu weit mein lieber Herr!“, Lied und Foxtrott, Text von Robert Katscher und Fritz Reiter, Edition Paul Operschall
- 1931: „Ade-Ade-Ade-Adele, komm wie fahren an die See“, Text Charles Amberg, Rondo-Verlag
- 1932: „Ruder – Fox (wenn es Sonntags schön ist, geh`n wir Rudern).“, Text von Erwin W. Spahn, Verlag Ludwig Doblinger
- 1933: „Es dreht sich…“, Foxtrott, Text von Peter Herz
- 1936: „Hunderttausend weiße Rosen…“, Lied und Tango, Musik von Krauss-Elka und Paul Mann, Text von Hans Haller, Edition Bristol
- 1937: „Lebwohl, das war der letzte Kuß.“, Tango (Gustav Beer, Musik: Leopold Krauss-Elka) 21. Dezember 1937. E for 54 124; Josef Weinberger, Wien[23]
- 1938: „Die Josefa mit dem Treffer.“ Lied und Foxtrot, Text von Salpeter. Schlagzeug und Text. Neuer Wiener Musikverlag (Curt Fekl)
- 1938?: „Heute is`Kirtag in Bux!“, Bauernwalzer, Text von Erwin Romberg und Bertl Berndt, Rekord-Verlag
- 1949?: „Das schönste Gefühl“, Langsamer Walzer, Text von Hans Pflanzer, Noten, handschriftlich, 19. VI. 49
- 1949: „Liebes gutes Mütterlein“, Lied und Tango von Krauss-Elka, Solisten-Verlag, Wien
- 1950: „Das Du mich liebst, das weiss ich“, Lied und Foxtrott, handschriftlich, Rom
- 1951: „Ich hab‘ nur einen Wunsch“, Langsamer Foxtrott, Musik und Text von Krauss-Elka, Noten, handschriftlich, Rom
- 1952: „Fliederbaum“, Noten, handschriftlich
- 1952: „In Deinen Augen steht geschrieben…“, Slowfox, Text und Musik von Krauss-Elka und Kurt Schwabach, Noten, handschriftlich, Hamburg
- 1953: „Ich hab’ einen Onkel in Grinzing.“, Wienerlied, Musik/Text: Bruno Uher, Peter Herz, Leopold Kraus-Elka. Interpret: Hans Moser, Verlag Josef Weinberger, 1957
- 1953: „Zillertal – Fox“, Text und Musik: Kurt Schwabach und Krauss-Ekla; Cinetoa-Verlag GmbH., Hamburg, für Österreich: Gloria Musikverlag
- 1955: „Per Du Waltz“, Musik von Krauss-Elka und Bruno Uher, Text von Hans Haller
- 1956: „Schön wie eine Rose“, Text: Hans Haller, Friedr. Hofmeister-Figaro Verlag
- 1957: „Sauerkraut-Polka“, von Krauss-Elka, Hugo Wiener und Peter Wehle, Musikverlag Robitschek
- 1957: „Schöne Helena“, Foxtrott, Worte und Musik von Josef Petrak und Krauss-Elka, Verlag Doblinger
- 1957: „Auf Capri“, Tango, Text Peter Herz, Musik: Ch. Gaudriot – Krauss-Elka, Verlag Doblinger
- 1958: „Bei uns in der Brigittenau“, Marschlied, Text Ludwig Lewinter, Verlag Doblinger
- 1958: „Ich pfeif`auf alle Steuern…“ Schunkelwalzer, deutscher Text von Peter Herz, Originaltext von Lee u. Fix. Verlag Doblinger. Arrangement für Salon-Orchester.
- 1960: „Simmering“, Text von Charles Bendt und Krauss-Elka, Verlag Doblinger
- 1961?: „Schade um die schöne Nacht“, Musik von Krauss-Elka & C. A. Bixio, Texte von L. L. Martelli, deutscher Text von A. Amann, EDIFO S.A. Zürich

### Undatiert
- „Hadd u Mahagonne, Afrikanski Simi“, No, 187; Kraus Elka Muzika Izdanja, Koste M. Bojkovica
- „Ich möcht`mit dir Spazieren geh`n.“, Text von Fritz Reiter. Noten, handschriftlich
- „Wenn ich wüste wer die Dame ist.“, Foxtrott, Text von Josef Petrak, Noten, handschriftlich
- „Ich hab mein Glück gefunden.“, Marschlied, von L. Kraus und Walter Wild, Verlag Walter Wild, Zürich
- „Eine kleine Modistin.“, Lied und Tango, Musik von Krauss-Elka und Peter Herz, Text von Peter Herz
- „Mein Schatz ist bei der Feuerwehr (in Kritzendorf)“, Foxtrot von Krauss-Elka und Hermann Leopoldi, Rekord Verlag
- „Ich brauche dich so wie die Luft zum Leben“, Slowfox, Noten, handschriftlich o. J.
- „Venus – Apoll“, Lied und Slowfox, Noten, handschriftlich
- „Einem Blumenmädchen!“ Text: Plattensteiner, Noten, handschriftlich
- „Englische Hochzeitsreise“, Chanson von Leopold Krauss Op. II No. 11
- „Das ist die schöne Rosa,“ von Krauss-Elka und Bruno Uher, Noten, handschriftlich
- „Elegantes Herrenzimmer“, Lied und Slowfox, Krauss-Elka und K. Schwabach
- „Nichts kann wunderbarer sein...“, Tango, Text von Gustav Beer und Krauss-Elka, Noten, handschriftlich
- „O Magdalena“, Tanzlied, Text von Romberg und Katscher, Noten, handschriftlich
- „(Mein Schatz) Die blonde Lola“, Text: Peter Herz und A. Hahn, Musik von Krauss-Elka, handschriftlich.

## Tondokumente
- 1924: Komm nach Mahagonne – Afrikanischer Shimmy (Krauss-Elka) Künstlerkapelle Jenö Fesca – Homocord B.8150 (M 50 842)[24]
- 1924: Komm nach Mahagonne – Afrikanischer Shimmy (Krauss-Elka) Tanz-Orchester Alberti. Grammophon 19 083 (mx. 1139 as)
- 1928: Bambuleika. Lied und Foxtrott (Herm. Leopoldi, Krauß und [sic] Elka) Text: Wauwau. Tanz-Orchester Dajos Béla. Odeon O-2459 a (A 45 467) (Be 6804)
- 1930: Mein Hund beißt jede hübsche Frau ins Bein. Lied und Foxtrot (L. Krauss-Elka und Kurt Schwabach) Fred Bird Rhythmicans, mit Gesang: Luigi Bernauer. Homocord 4-3589-II (H-62 623)
- 1930: Mein Hund beißt jede hübsche Frau ins Bein. Lied und Foxtrot (L. Krauss-Elka und Kurt Schwabach) Bernard Etté, mit Gesang: Kurt Mühlhardt. Kristall Nr. (C)
- 1962: „Melodien.“ Aufgeführt am Dienstag, 11. Dezember 1962 im „Konzertcafe“ mit dem kleinen Wiener Rundfunkorchester. Dirigent: Heinz Sandauer